# District de Khordha
Khordha (aussi écrit Khurda) est une division administrative de l'État d'Orissa, en Inde. Il a été formé le 1er avril 1993 par le la division de l'ancien district de Puri dans Puri, Khurda et Nayagarh districts. En 2000, le nom de district a été changé pour Khordha. Le siège du district est Khordha Ville, anciennement connue sous le nom Jajarsingh, ou Kurada. La capitale de Bhubaneswar est situé dans ce quartier. Khurda est la plus urbanisée de tous les quartiers de Odisha. Khurda Road, la station de chemin de fer qui dessert la ville est également le siège de la division de la East Coast Railway des chemins de fer indiens. Khurda est connu pour ses ustensiles en laiton, des industries artisanales, la fabrication de l'entraîneur de chemin de fer, et la fabrication du câble.

## Géographie
Au recensement de 2011, sa population est de 2 251 673 habitants pour une superficie de 2 813 km2,
Son chef-lieu est la ville de Khordha.

## Histoire
Elle fut la capitale de Odisha 1568-1803. Il est également connu pour son fort, souvent décrit comme le « dernier fort indépendant. » Le commandant qui a gardé libre de la Colombie- East India Company était Bakshi Jagabandhu, populairement appelé « Paika Bakshi. »
Le groupe tribal Savaras, qui sont encore à trouver dans le quartier dans certaines poches, une fois peuplée de la région. Khurda entré en évidence lorsque les premiers Rajas de la dynastie Khordha, Ramachandra Deva, en fit la capitale de son royaume pendant la dernière partie du XVIe siècle. Khurda subi assauts répétés de musulmans et Maratha cavalerie, mais sa maison royale a maintenu l'indépendance jusqu'à 1804, lorsque la British East India Company dépossédé de son territoire Raja après la deuxième guerre anglo-marathe.
Khurda occupe une place distincte dans la carte historique de Odisha. Khurda était la capitale de Odisha -Uni de 1568. Le gouvernement britannique a pris Odisha sous sa domination en 1803. Mais il ne pouvait pas inclure Khurda sur son territoire jusqu'à 1827. La forte protestation de la part de Paikas Khurda secoua l'épine dorsale de la domination britannique en Orissa. Khurdagada est connu comme le « dernier fort indépendant » de l'Inde. Maintenant, les vestiges de ce fort historique se trouve comme une preuve du passé glorieux de l'Inde. Bhubaneswar, la capitale de l'Orissa appartient à ce quartier

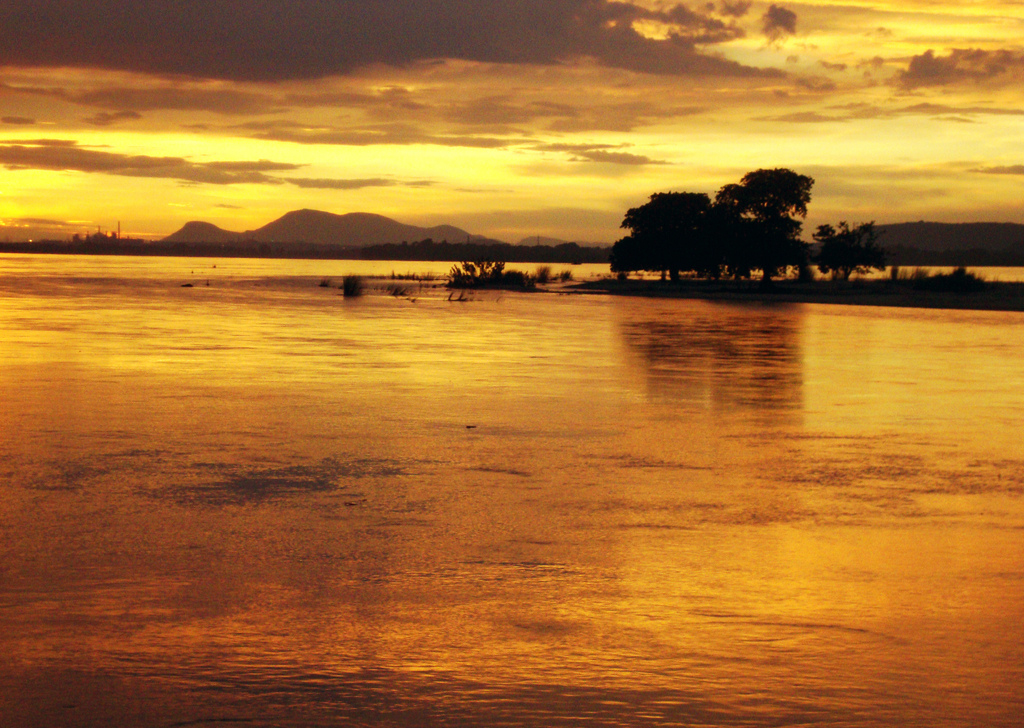
La rivière Mahanadi.